# Avro Lancaster
El Avro 683 Lancaster fue un bombardero pesado cuatrimotor británico de la Segunda Guerra Mundial fabricado originalmente por Avro para la Royal Air Force (RAF). Entró en servicio activo en 1942, y junto con el Handley Page Halifax fue uno de los principales bombarderos pesados de la RAF, de la Real Fuerza Aérea Canadiense y de varios escuadrones de otros países europeos y de la Commonwealth que sirvieron con el Mando de Bombardeo de la RAF. El «Lanc», como se le conocía cariñosamente, se convirtió en el más famoso y exitoso de los bombarderos nocturnos de la Segunda Guerra Mundial, durante la cual lanzó 608 612 toneladas de bombas en 156 000 incursiones.

## Diseño y desarrollo

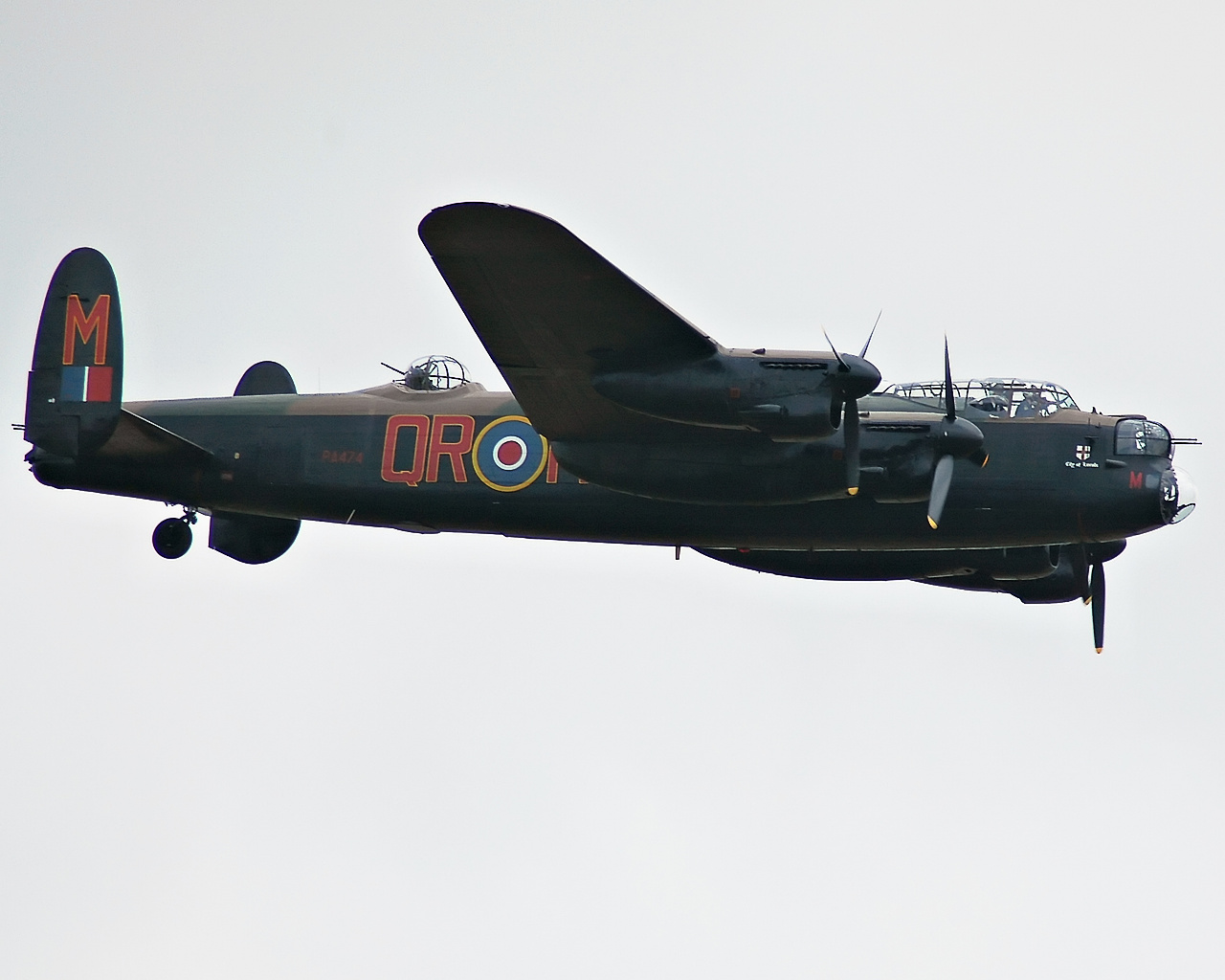
Lancaster BI PA474 volando en exhibición aérea en el año 2005.

Aunque era un avión bombardero pesado de precisión nocturno, también podía operar en todo tipo de clima; equipado con cuatro motores de hélice y grandes superficies de control, tenía gran precisión en vuelos de baja altitud. 
También destacó en muchas otras misiones, como el bombardeo de precisión diurno, y fue en las incursiones de la Operación Chastise en 1943 sobre las presas de Alemania en el valle del Ruhr por la 617.ª  escuadrilla de la RAF que usaron bombas especialmente diseñadas, destruyendo dos presas de las tres que atacaron y liberando con esto enormes torrentes de agua que arrasaron industrias de guerra, vías de comunicación y hasta poblados enteros. A la escuadrilla 617.ª por esa operación se le dio el nombre de Dam Busters («Destructores de diques»).
Después de la guerra surgió una versión civil usada por la BOAC, el Avro 691 Lancastrian.

### Antecedentes

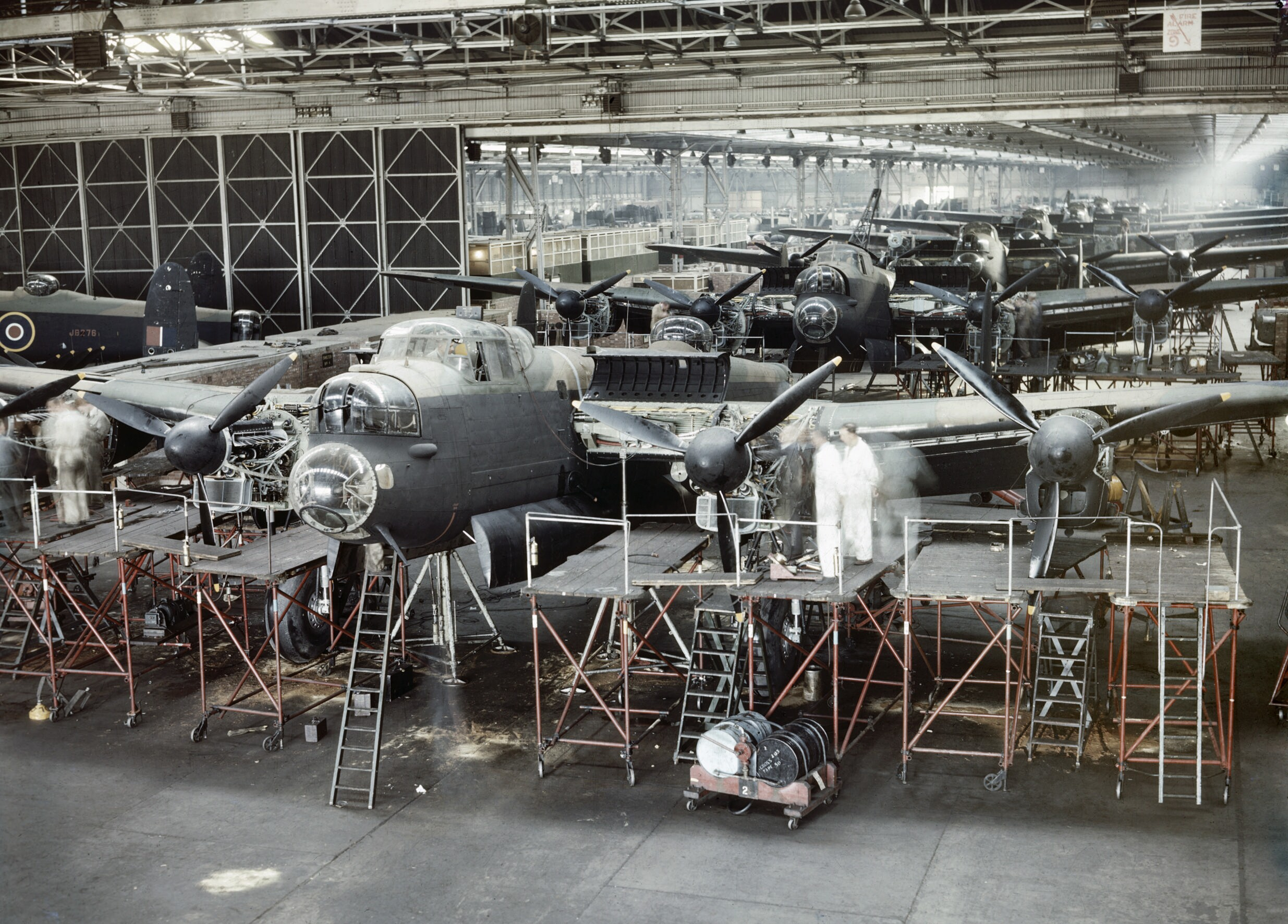
Lancasters en la línea de montaje Woodford de Avro en Cheshire, 1943.

La Royal Air Force tradicionalmente se interesaba en bombarderos bimotores. Esto se debía a las limitaciones de la industria aeronáutica británica. Los diseños británicos debían tener en cuenta las limitaciones de la producción de motores y su mantenimiento, puesto que los fabricantes de motores estaban desbordados por la introducción de muchos nuevos tipos de aviones en servicio. Además, las limitaciones de potencia de los motores eran tan graves, que las empresas británicas invirtieron mucho esfuerzo y dinero en desarrollar motores más potentes con el fin de mejorar las prestaciones de los aviones. A finales de la década de 1930 ningún modelo de bombardero estaba listo para su producción. Sin embargo Estados Unidos y la Unión Soviética en aquellos años estaban produciendo bombarderos cuatrimotores, que resultaron tener una excelente autonomía y aceptable capacidad de carga. Por ello en 1936 la RAF también decidió investigar la viabilidad del bombardero cuatrimotor.
La Especificación B.12/36 del Ministerio del Aire para un bombardero cuatrimotor tenía varios requisitos. 
- La carga de bombas debía ser de un máximo de 6350 kg con un alcance de 3218 km o 3629 kg a 4800 km. Esto era muy exigente para la época.
- Se pedía que la velocidad de crucero fuera de 370,14 km/h a 4600 m.
- El armamento defensivo constaría de tres torretas. Una en el morro, otra en el centro del fuselaje y una tercera en la cola.
- Además el avión también debía poder ser utilizado como transporte de tropas para 24 soldados y poder despegar con ayuda de una catapulta.
- Para facilitar su transporte y producción tenía que ser capaz de dividirse en partes.
- Como iba a operar desde aeródromos limitados necesitaría despegar desde una pista de 150 m de largo y ser capaz de sortear árboles de 15 m de altura al final de la misma.

El ganador fue el Short S.29 Stirling, que abrió el camino a los bombarderos pesados Handley Page Halifax y Avro Lancaster.
El Lancaster se originó con el diseño del Avro Manchester, ganador de la especificación del Ministerio del Aire P.13/36 para un bombardero medio que sustituyera a los viejos bombarderos Handley Page Hampden. 

### Origen del Lancaster

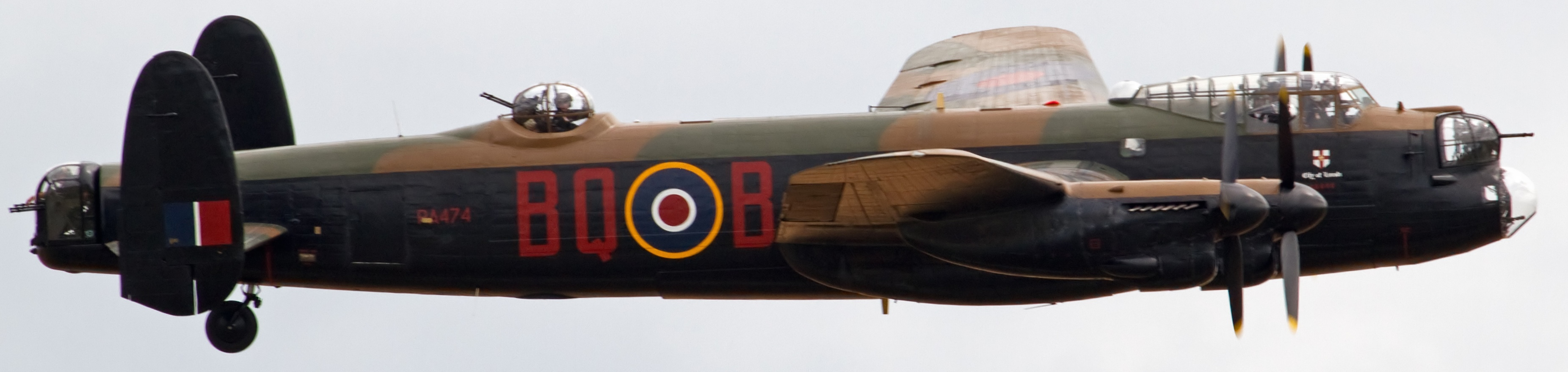
Lancaster Mk I PA474 en vuelo mostrando la nariz, el dorsal y la cola .303 Posiciones de pistola Browning

Poco después de ganar el Avro Manchester se solicitó a Handley Page el rediseño de su diseño para contar con cuatro motores debido a que el Rolls Royce Vulture tenía problemas técnicos. El Avro Manchester se construyó con motores Rolls-Royce Vulture, sufriendo muchos problemas. El equipo de Avro acabó rediseñando también el avión para dotarlo con cuatro motores Rolls Royce Merlin. Tras la batalla de Inglaterra la RAF quería bombarderos pesados con los que devolver el golpe a Alemania y ahora tanto la industria como la tecnología británicas estaban preparadas para producirlos.
A medida que afloraban los problemas con el Manchester Avro fue buscando soluciones, algo en lo que era muy buenas. El jefe de diseño de Avro creó una versión mejorada de cuatro motores, el Avro 683 Tipo III Manchester, equipado con el motor Rolls-Royce Merlin y un ala más grande. Las pruebas del nuevo avión demostraron que era mucho mejor que el Manchester. Un segundo prototipo fue equipado con motores Merlin XX más potentes.
Ante el éxito la RAF encargó el Lancaster en un pedido inicial por 1070 aviones y los últimos pedidos de Manchester se cambiaron a pedidos de Lancaster. Avro se encargó de que el último lote de Manchesters, todavía parcialmente construidos, fueran terminados como Lancaster B.I.

### Diseño
El avión fue diseñado para facilitar su fabricación, mantenimiento y procesos de reparación. Muchas partes del diseño se heredaron del Manchester. La enorme bodega de bombas del Lancaster era la principal virtud de su diseño. Este diseño le permitiría llevar bombas de cualquier tamaño en su enorme compartimento único de bombas. 
- El fuselaje se componía de un armazón de largueros con paneles de aleación de aluminio remachados para asegurar una superficie exterior suave.
- Las alas eran de construcción tipo spar: estructura interna de costillas de aleación de aluminio. El combustible se almacenaba en varios tanques autosellantes dentro de las alas.
- La cola tenía dos aletas verticales, resultando en un timón de dirección de dos componentes gemelos. Esto otorgaba buena visión al artillero ubicado en la torreta dorsal.
- La cabina de mando albergaba tanto al piloto como al fighting controller, dándoles un excelente campo de visión. El navegante se sentaba detrás, con buena visión del cielo para que pudiera usar su sextante. El bombardero se ubicaba dentro del morro, debajo de la torreta de la ametralladora frontal, calculando la trayectoria de las bombas con miras ópticas desde su alojamiento.
- El tren de aterrizaje era íntegramente retráctil mediante un sistema hidráulico. Para emergencias, tenía un sistema de aire comprimido.
- La bodega de bombas era de diez metros de largo sin obstáculos, herencia del Manchester y su requerimiento de lanzar torpedos. Las puertas del compartimiento de bombas se manejaban con un sistema similar al del tren de aterrizaje, pero se añadió un sistema de seguridad que impedía soltar las bombas si las puertas no estaban abiertas.
- Para proteger a la tripulación y al avión se blindaron puntos clave. Al piloto se le protegió con blindaje y vidrio a prueba de balas. Se instaló también un panel blindado para proteger al navegante.
- El avión tenía para su defensa tres torretas operadas hidráulicamente: en el morro, en la cola y en la parte media superior del fuselaje.
- Los accesos a todos los puestos se hacían mediante pasillos, y todos los puestos tenían cerca escotillas de escape para los tripulantes.

### Producción
La producción total, incluyendo los 430 fabricados en Canadá, fue de 7377 aviones, 3425 B.I y 3039 B.III con motores Packard. Los 300 B.II fueron equipados con motores Bristol Hercules, ante la falta de motores Merlin.
La mayoría de los aviones fueron construidos en la fábrica de Avro en Chadderton. Como la demanda de aviones sobrepasó la capacidad de Avro se decidió constituir Lancaster Aircraft Group, organizando a los proveedores para que realizaran el ensamblaje previo de subsecciones y componentes. Otras empresas como Metropolitan-Vickers y Armstrong Whitworth también construyeron aviones Lancaster.

### Escuadrón 617
Este escuadrón de la RAF se creó en marzo de 1943 con personal elegido de la Royal Air Force y también de la Royal Canadian Air Force, Royal Australian Air Force y Royal New Zeland Air Force. La unidad se creó para realizar una misión específica, la Operación Chastise. Se trataba de atacar tres importantes presas que proporcionaban energía hidroeléctrica y agua a la cuenca industrial del Ruhr. El ingeniero Barnes Wallis creó para la misión las bombas saltarinas Upkeep.
En mayo de 1943 diecinueve aviones y 133 tripulantes tomaron parte en el ataque, que logró su objetivo. Ocho aviones fueron derribados y 53 tripulantes murieron en el ataque.
Después el escuadrón estableció su base en Italia para realizar misiones de bombardeo convencional. Fue repescado para especializarse en misiones de bombardeo de precisión a gran altura. Debían atacar objetivos seleccionados de alto valor con las bombas Tallboy (5,4 toneladas y 6,4 metros de largo) y Grand Slam (10 toneladas y 8 metros). Se atacaron refugios acorazados de submarinos en Noruega y Francia, varios búnkeres subterráneos de lanzamiento de V2, túneles de ferrocarril, puentes y el canal Dormund-Ems.
En 1944, llegó otra de sus misiones legendarias. Al escuadrón se le encargó el hundimiento del acorazado alemán Tirpitz, inmovilizado en un fiordo noruego. En dos ataques, uno en septiembre y otro en noviembre, se logró hundir el buque.
A lo largo de la guerra el escuadrón 617 realizó 1599 misiones en las que perdió 32 aviones. El escuadrón y sus aviones Lancaster se convirtieron en legendarios.

### Operaciones

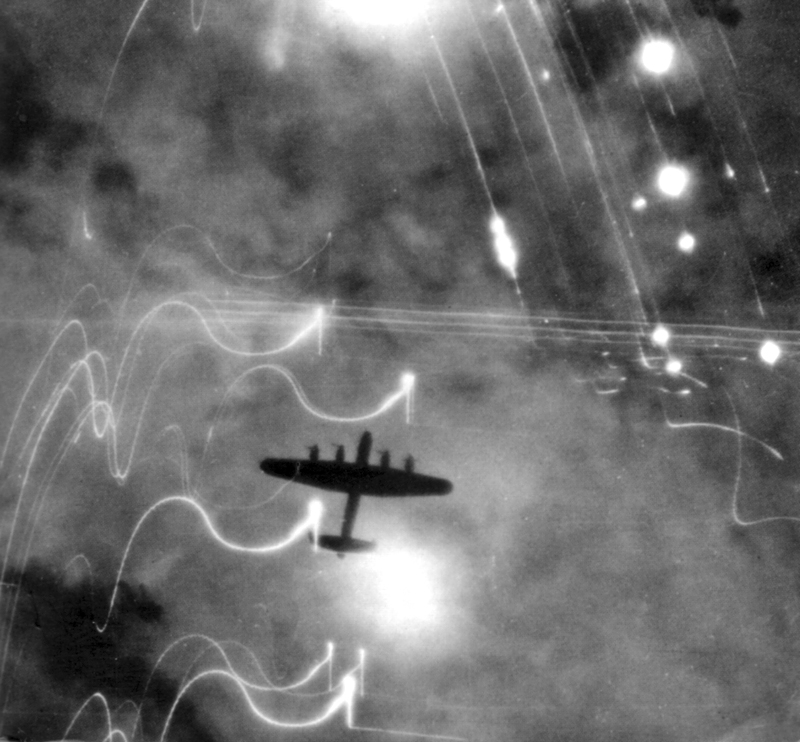
Un Lancaster sobre Hamburgo, en torno a 1943.

El Avro Lancaster se convirtió en la espina dorsal del Mando de Bombardeo de la RAF. Participó en ataques nocturnos junto a los Halifax. Durante la guerra hasta 80 escuadrones volaron aviones Lancaster, que realizaron 156.000 misiones sobre la Europa ocupada y lanzaron 681.000 toneladas de bombas. El pico máximo de servicio fue agosto de 1944, con 42 escuadrones de Lancaster operando a la vez. Al final de la guerra la RAF pidió la eliminación de la mayor parte del armamento defensivo, para así aumentar la velocidad de y reducir la tripulación. Esto buscaba tanto reducir el número de pérdidas humanas como de aviones.
A principios de 1942, el Escuadrón 44, se convirtió en el primer escuadrón de la RAF en recibir el Lancaster. En marzo de 1942 tuvo lugar la primera misión de combate de un Lancaster, consistente en el minado de aguas alemanas. Pocos días después aviones Lancaster tomaron parte en el bombardeo de Essen. El 17 de abril de 1942 aviones Lancaster lanzaron un ataque diurno a baja altura sobre la fábrica de motores de submarinos MAN en Augsburgo. Varios fueron derribados y así los alemanes supieron de la existencia del Lancaster. El número de Lancaster en servicio fue siendo cada vez mayor y así en julio de 1943 varias unidades equipadas con Lancaster participaron en los ataques sobre Hamburgo.
La media de supervivencia de un bombardero Avro Lancaster era de 21 misiones, Para mediados de 1943 la RAF ya tenía la fórmula definitiva para atacar Alemania. el mando de Bombardeo quería lograr agrupar en cada ataque 800 Lancaster, cargados cada uno con cinco toneladas 5.000 kg de bombas. La mezcla ideal de bombas se estimaba dos tercios de bombas explosivas y un tercio incendiarias, que debían lanzarse sobre el blanco de manera concentrada. La RAF fue mejorando en eficiencia en cuanto al uso del Lancaster, descargando cada vez más carga de bombas en un intervalo de tiempo cada vez menor y en un espacio cada vez más delimitado. La RAF incluso pensó que el Lancaster era el avión más idóneo para llevar la bomba atómica, por su enorme bodega de bombas, que superaba incluso a la del enorme Boeing B-29.

## Variantes

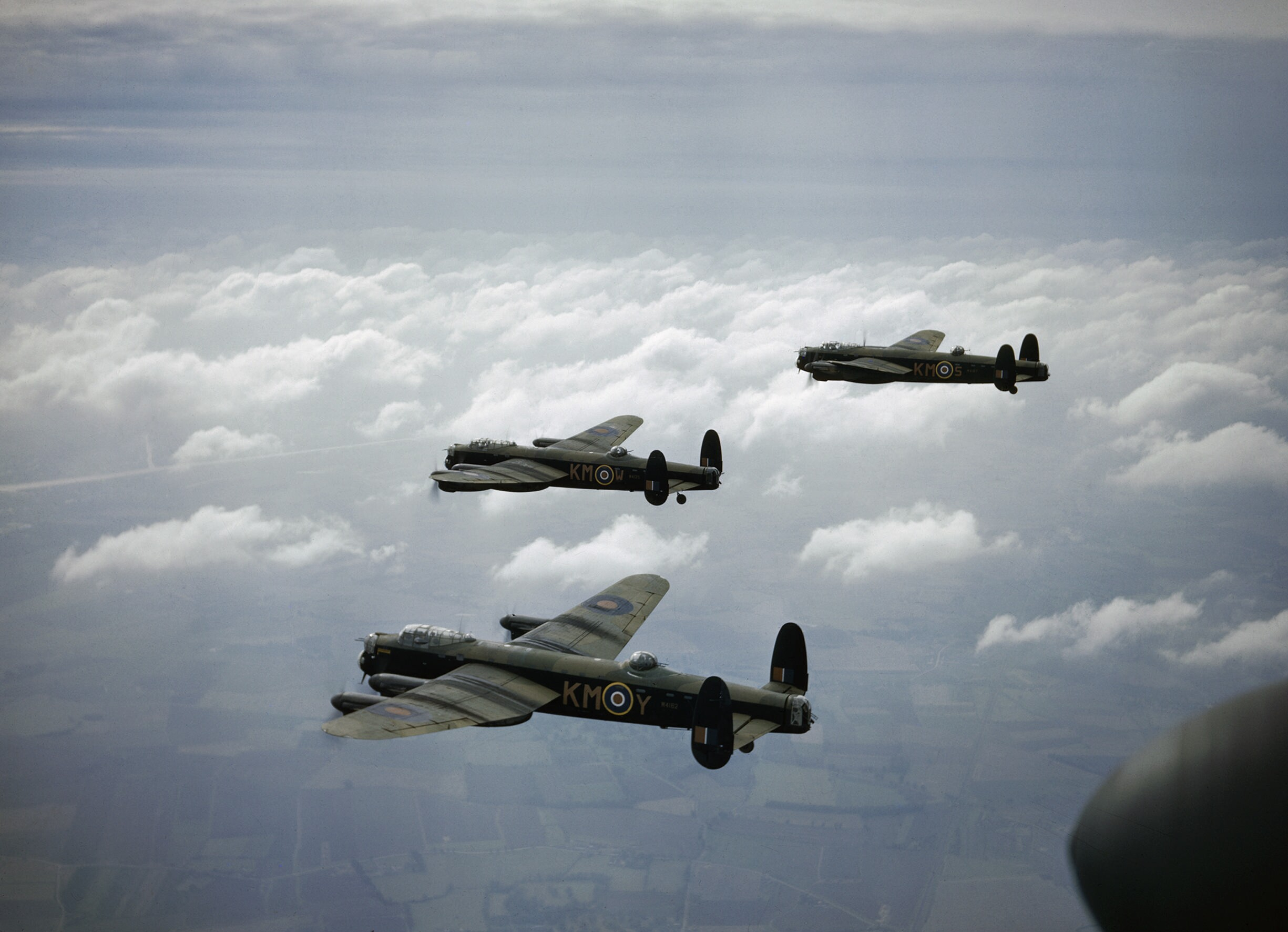
Tres Avro Lancaster B.I del 44.º Escuadrón de la RAF en 1942.

### B I
La primera versión del Lancaster fue producida con motores Rolls-Royce Merlin XX y carburadores SU. Durante su producción en serie se cambiaron algunos detalles menores en el avión, por ejemplo el diseño del tubo Pitot pasó de estar en un mástil largo en la parte frontal del morro a estar en un pequeño carenado situado en lateral del fuselaje por debajo de la cabina. Los Lancaster producidos posteriormente fueron equipados con motores Merlin 22 y Merlin 24. Sin embargo no se cambió la designación del avión para indicar esas alteraciones.

### PR 1
B I modificado para reconocimiento fotográfico sin ningún tipo de armamento y sin torretas, se le modificó la parte frontal del avión y fue equipado con una cámara en la bodega de bombas. Esta versión fue utilizada durante la Segunda Guerra Mundial por los escuadrones n.º 82 y n.º 541 de la RAF. También fue usada por el Escuadrón 683 en torno al año 1950 para reconocimiento fotográfico con base en Adén (Yemen) y posteriormente en Habbaniya (Irak), hasta que la unidad fue disuelta el 30 de noviembre de 1953.

### B III (Special)

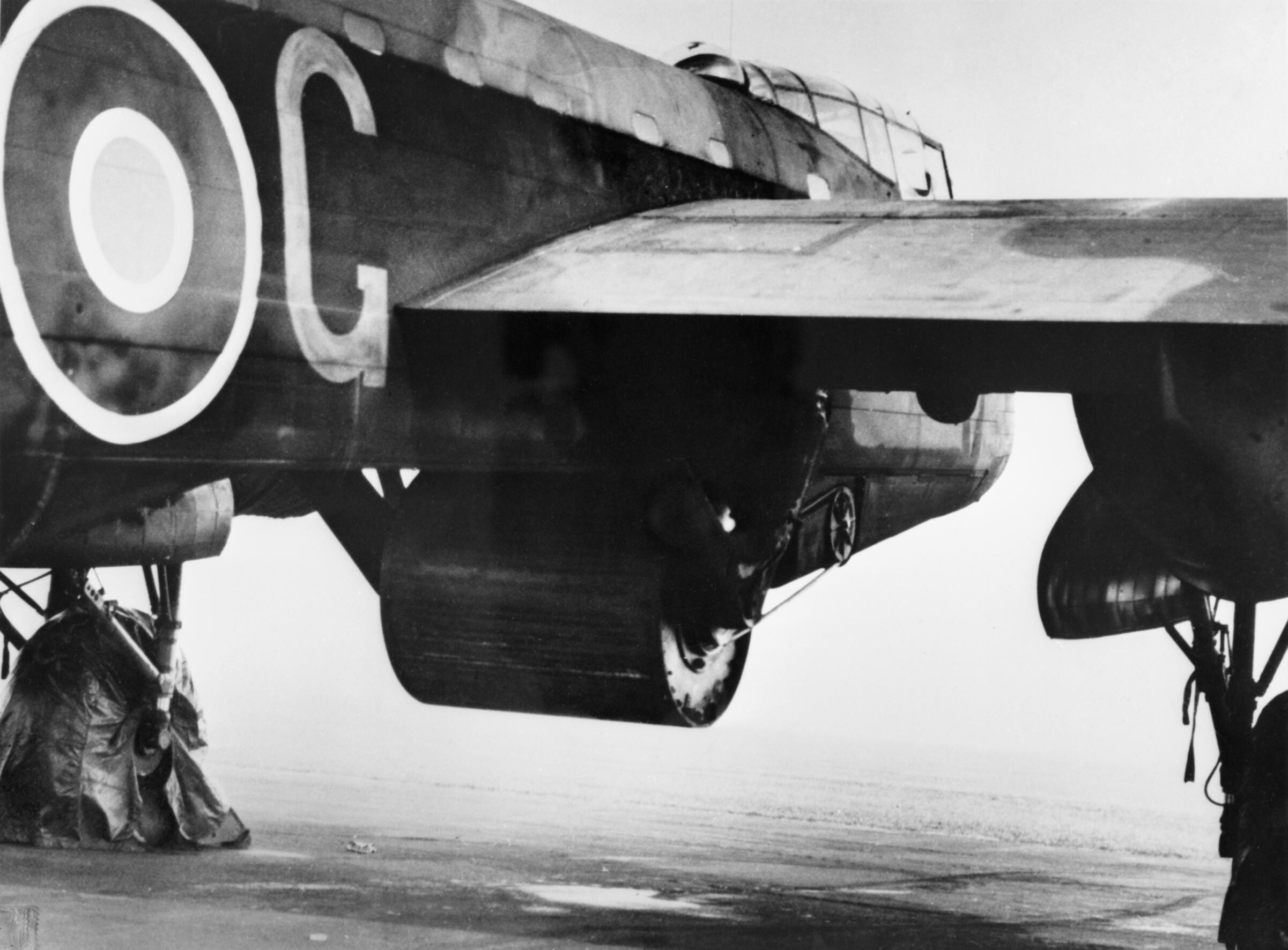
Bomba rebotadora de "mantenimiento", utilizada para reventar presas, montada debajo de Lancaster B.III (especial). La cadena fue impulsada por un motor hidráulico y le dio a la bomba su retroceso.

## Operadores
Argentina

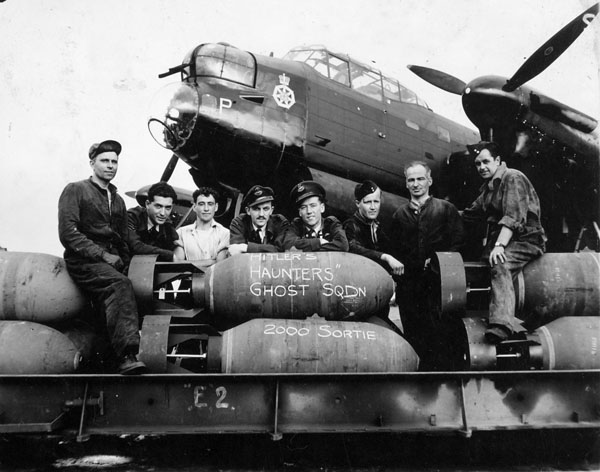
Fotografía de propaganda tomada antes de que este Lancaster del 428º Escuadrón de la RCAF realizara una misión de bombardeo.

- Fuerza Aérea Argentina. Recibidos 15 Lancaster (con matrículas B-031 a B-045) en junio de 1947 procedentes de la RAF.

 Australia
- Real Fuerza Aérea Australiana.[5] 130 aviones.

 Canadá
- Real Fuerza Aérea Canadiense.[5]

 Egipto
- Real Fuerza Aérea Egipcia

 Francia
- Marina Nacional - Aviación Naval. 54 aviones transferidos desde la Real Fuerza Aérea Australiana a partir de 1952.

 Nueva Zelanda
- Real Fuerza Aérea de Nueva Zelanda

 Polonia
- Fuerza Aérea Polaca exiliada en Reino Unido

 Reino Unido
- Real Fuerza Aérea británica
- Marina Real - Arma Aérea de la Flota

 Suecia
- Fuerza Aérea Sueca. Recibido 1 Lancaster I en mayo de 1951 procedente de la RAF (matrícula RA805). Este avión había sido modificado por la compañía Avro para su utilización como banco de pruebas de motores de reacción. En Suecia fue designado Tp 80 y se le asignó la matrícula 80001, se estrelló en 1956.[6]

 Unión Soviética
- Armada Soviética - Aviación Naval Soviética

## Especificaciones

### Características generales
- Tripulación: 7 (piloto, ingeniero de vuelo, navegante, bombardero/artillero frontal, operador de radio, artillero dorsal y artillero de cola)
- Longitud: 21,2 m (69,5 ft)
- Envergadura: 31,1 m (102 ft)
- Altura: 6 m (19,6 ft)
- Superficie alar: 120 m² (1291,7 ft²)
- Peso vacío: 16 705 kg (36 817,8 lb)
- Peso cargado: 29 000 kg (63 916 lb)
- Planta motriz: 4× Rolls-Royce Merlin XX, V12 enfriados por agua.
  - Potencia: 954 kW (1280 HP; 1298 CV) cada uno.
- Hélices: 1× Tripala por motor.

### Rendimiento
- Velocidad máxima operativa (Vno): 450 km/h (280 MPH; 243 kt) a 5.600 m de altitud
- Alcance: 4600 km (2484 nmi; 2858 mi) con carga de bombas mínima
- Techo de vuelo: 8160 m (26 772 ft)
- Carga alar: 240 kg/m² (49,2 lb/ft²)
- Potencia/peso: 130 W/kg

### Armamento
- Ametralladoras: 8× Browning M1919 de calibre 7,70 mm distribuidas entre las 3 torretas (frontal, dorsal y de cola)
- Bombas: Carga normal máxima de 6.350 kg (14.000 lb) en bodega interna (incluyendo la Bomba Blockbuster), o 9.980 kg (22.000 lb) con modificación Grand Slam.
- Otros: Bombas De Rebote: Carga normal máxima 907,2Kg (2000L)

En una bodega interna, estas bombas tenían la capacidad de rebotar en el agua funcionando como alternativa para los torpedos convencionales al ser alternativas más rápidas de lanzar y con más potencia.
Su uso no era el más frecuente por el peligro que suponía que las bombas rebotaran en el agua e impactaran en el avión de nuevo.

### Desarrollos relacionados
- Avro Manchester
- Avro Lancastrian
- Avro Lincoln
- Avro York

### Aeronaves similares
- Boeing B-17 Flying Fortress
- Consolidated B-24 Liberator
- Consolidated B-32 Dominator
- Focke-Wulf Fw 200
- Handley Page Halifax
- Heinkel He 177
- Junkers Ju 290
- Petlyakov Pe-8
- Piaggio P.108B
- Short Stirling
- Vickers Windsor
- Messerschmitt Me 264